# دهنو (مقاطعة فارياب)
دهنو (بالفارسية: دهنو) هي قرية تقع في البلدة المركزية في إيران.